# (5605) Kushida
(5605) Kushida (1993 DB) – planetoida z pasa głównego asteroid okrążająca Słońce w ciągu 3,41 lat w średniej odległości 2,26 j.a. Odkryta 17 lutego 1993 roku.